# (5598) Carlmurray
(5598) Carlmurray (1991 PN18) – planetoida z pasa głównego asteroid okrążająca Słońce w ciągu 3,25 lat w średniej odległości 2,19 j.a. Odkryta 8 sierpnia 1991 roku.